# 兰博基尼博物馆

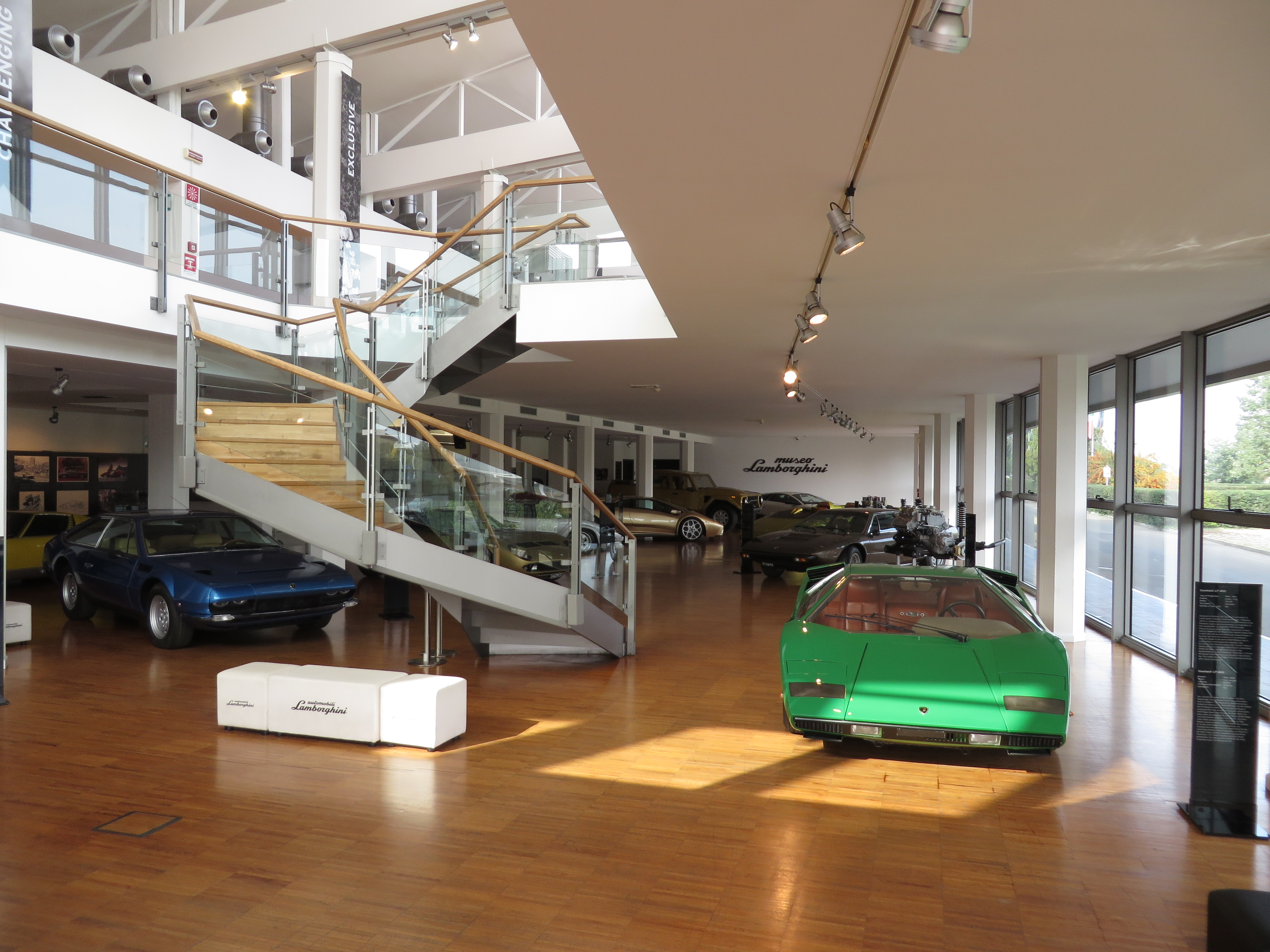
兰博基尼博物馆

兰博基尼博物馆（意大利语：Museo Lamborghini）是一家汽车博物馆，由兰博基尼公司拥有和运营，位于意大利艾米利亚-罗马涅大区博洛尼亚省的圣阿加塔-博洛涅塞。

## 历史
这座两层楼高的博物馆于2001年开业，2016年6月翻修扩建。 博物馆的目标是覆盖兰博基尼历史上的所有重大里程碑。为此，博物馆展示了一个家谱，其中展示了该公司生产的所有模型。目前的展馆包括各种标志性超级跑车以及概念车。